# 자락정
자락정(自樂亭)은 대한민국 전북특별자치도 장수군에 있는 건축물이다. 1990년 6월 30일 전라북도의 문화재자료 제129호로 지정되었다.

## 개요
조선시대 사인 김영호, 감사 박수기 등이 처음 지었으나, 1924년에 양쪽 집안의 후손들이 낡은 것을 고쳐 지었다.
건물은 앞면 2칸·옆면 2칸 규모이다.
아름다운 주위 경관, 풍천의 맑은 물과 섬과 같이 치솟은 석벽에 정자가 조화되어 가히 제일경으로 손꼽히고 있다.

## 참고 자료
- 자락정 - 국가유산청 국가유산포털